# Nedotknutelní (film, 2011)
Nedotknutelní (ve francouzském originále Intouchables) je francouzský film z roku 2011 režisérů Oliviera Nakache a Érica Toledana, kteří k filmu napsali i scénář. Příběh je inspirován životem Philippa Pozza di Borga (autora knihy Le Second Souffle) a vztahem mezi ním a jeho osobním asistentem Abdelem Yasminem Sellouem. Hlavní role ztvárnili herci François Cluzet a Omar Sy. Hudbu k filmu složil Ludovico Einaudi.
Film se stal velice úspěšným nejen na pokladnách kin, ale i u diváků. Získal taktéž velmi vysoká hodnocení od filmových kritiků. Patří mezi nejlépe hodnocené filmy ve filmových databázích, na IMDb a Kinoboxu je (k únoru 2024) mezi 50 nejlépe hodnocených filmů a na ČSFD a FDb patří dokonce mezi 10 filmů s nejlepším hodnocením.

## Obsah filmu
Snímek popisuje vztah mezi dvěma muži z odlišných prostředí: jeden je senegalského původu, žije na pařížském předměstí a přichází z vězení, kde byl po šest měsíců. Druhý je bohatý a ochrnutý, který hledá pro sebe pečovatele, jenž nemá žádný speciální trénink.
Film začíná v noci v centru Paříže. Driss společně s Phillipem řídí Maserati Quattroporte v plné rychlosti a kličkuje mezi auty. Zanedlouho je začne pronásledovat policie, která je přinutí zastavit. Aby Driss svou rychlou jízdu obhájil, vymyslí si, že nemocný a handicapovaný Philippe potřebuje odvést rychle do nemocnice, Philippe simuluje záchvat, aby oklamal policii, která jim věří a doprovodí je až k nemocnici. Oba muži se radují a policii ujíždí. Setkání těchto dvou mužů je poté vyprávěno retrospektivně, což zabírá většinu filmu. Philippe je zámožný zdravotně postižený muž, který pořádá výběrové řízení na pečovatele pro sebe. Driss je jedním z kandidátů, ale o práci ani nestojí a ani si nedělá žádné naděje, pouze požaduje, aby mu podepsali, že si hledal zaměstnání a on to poté mohl předložit v centru pro nezaměstnané. Ve volném čase se snaží flirtovat se sekretářkou Magalie, vtipkuje o hudebním vkusu a ukradne jedno Fabergého vejce. Driss je pozván na druhý den, aby si vyzvedl papír pro centru pro nezaměstnané. Vrací se do svého domova na předměstí, který je přeplněn dětmi. Jeho matka je rozzlobená, protože se jí neozval přes šest měsíců, on jako omluvu položí na stůl Fabergého vejce, což jeho matka nepřijme a požádá ho, aby odešel.
Další den se Driss vrací k Philippovi pro podpis a k jemu velkému překvapení mu sdělí, že byl přijat na zkušební dobu jako jeho pečovatel. Po tom, co se dozví o rozsahu Phillipova postižení, mu je oznámeno, že bude v jeho rezidenci i bydlet, což mu přináší mnohem komfortnější bydlení oproti domu na předměstí. I přes rozpaky, které ho provázejí, se začne o Phillipa starat. Doprovází ho ve všech momentech každodenního života, s údivem obdivuje jeho životní styl a zjistí, že je to sběratel moderního umění. Philippa varuje jeho blízký ohledně minulosti Drisse a odhalí mu, že byl šest měsíců ve vězení, Phillipa to ale nevyvede z míry. V průběhu času mají k sobě Driss a Philippe čím dál tím blíž. Chování Drisse je zpočátku rozpačité a ne příliš dobré, ale s pomocí ostatního personálu se zlepšuje a začne brát svou práci vážně. Svědomitě pečuje o svého nadřízeného, který trpí pravidelnými záchvaty psychosomatické bolesti. Divák zjistí víc o životě Philippa, který se stal zdravotně postiženým po nehodě při paraglidingu, a brzy na to rovněž ztratil svou ženu Alici. Driss postupně přesvědčí Philippa, aby si udělal pořádek ve svém osobním životě, zejména ohledně domluvení jeho dospívající dceři Lise, která se chová jako rozmazlené dítě. Na druhé straně je Driss překvapen Phillipovou zálibou v umění a opeře, postupně se kulturně více otvírá a sám se pokusí o abstraktní malbu.
Driss zjistí, že Philippe má korespondenční vztah s ženou jménem Éléonore, která žije v Dunkerque, nikdy ji neviděl a posílá jí své básně. Driss trvá na tom, že by se měli setkat, Phillipe se toho obává kvůli svému handicapu a chce, aby jejich vztah zůstal pouze intelektuální. Driss přikáže Philippovi, aby Éléonore zavolal a ta souhlasí s výměnou fotek. Driss vybere jednu z fotek, která ukazuje Phillipův handicap, ale na poslední chvíli Phillipe vybere fotku, na které je zobrazen ještě před nehodou. Sjednají si schůzku, Éléonore ale přichází pozdě, Philippe se jí bojí postavit a nakonec opustí kavárnu ještě předtím, než se se svojí korespondentkou setká. Philippe poté zavolá Drissovi a pozve ho na palubu svého soukromého letadla. Zde mu předává obálku se 11 000 eury, což je suma, za kterou by se prodala Drissova abstraktní malba, kdyby byl proslulým malířem. Na Philippovy narozeniny je uspořádán malý koncert vážné hudby. Driss je zpočátku k této hudbě velmi neochotný a Philippe ho vede k tomu, aby hudbu poslouchal pozorněji a byl otevřený k této formě umění. Driss mu poté ukáže hudbu, která se líbí zase jemu a z narozeninového koncertu se stane vydařený večírek. Driss také důrazně domlouvá Bastienovi, příteli Élisy, který se k ní špatně zachoval. Poté, co mladého muže zastraší, mu řekne, aby Élise každé ráno nosil croissanty. Mladší bratr Drisse, Adama, má potíže s místním gangem a najde útočiště u Drisse. Driss mluví s Philippem o své rodině a odhalí mu své tajné rány. Philippe mu poradí, aby se vrátil ke své rodině a podporoval ji. Driss se vrátí na předměstí, připojí se ke svým městským přátelům a pomocí nich se mu podaří dostat gang, který dělal potíže jeho malému bratrovi. Díky jeho novým kulturním zážitkům se mu podaří pohovor do dopravního podniku. Philippe hledá nového opatrovníka, ale bez většího úspěchu. Jeho sekretářka Yvonne nakonec zavolá Drissovi, když Philippe trpí dalším ze záchvatů. Driss vezme Philippa na projížďku, kterou vidíme na začátku filmu. Poté, co od nich odjedou policisté, Driss řekne Philippovi: „Nyní mi to dovolte udělat“. K Philippově překvapení ho veze přímo do Cabourgu, kde ho čeká schůzka v restauraci. Driss před Philippa postaví Fabergého vejce, které mu dříve odcizil. Po tomto symbolickém gestu Driss odchází na pláž a nechá v restauraci Philippa, kterému sjednal schůzku s Eléonore. Philippe je situací překvapen, ale zároveň i potěšen.
Před závěrečnými titulky se dozvíme o skutečném příběhu mužů, kteří sloužili jako vzor pro tento příběh. Philippe se oženil a měl děti, jeho bývalý zaměstnanec Driss se také oženil a založil svou vlastní společnost. Poslední obrázek ukazuje skutečné hrdiny příběhu, kteří zůstali velmi blízkými přáteli.

## Obsazení
| François Cluzet            | Philippe              |
| Omar Sy                    | Driss                 |
| Anne Le Ny                 | Yvonne                |
| Audrey Fleurot             | Magalie               |
| Clotilde Mollet            | Marcelle              |
| Alba Gaïa Kraghede Bellugi | Elisa                 |
| Cyril Mendy                | Adama                 |
| Christian Ameri            | Albert                |
| Grégoire Oestermann        | Antoine               |
| Marie-Laure Descoureaux    | Chantal               |
| Absa Dialou Toure          | Mina                  |
| Salimata Kamate            | Fatou                 |
| François Bureloup          |                       |
| Jean-François Cayrey       |                       |
| Joséphine de Meaux         | Nathalie Lecomte      |
| Thomas Solivéres           | Bastien               |
| Dorothée Brière-Meritte    | Éléonore              |
| Caroline Bourg             | Frédérique            |
| Philippe Le Fèvre          | dirigent              |
| Michel Winogradoff         | číšník ve Deux Magots |
| Jérôme Pauwels             | první soused          |